# Erik Grönwall
Pour les articles homonymes, voir Grönwall.
Erik Grönwall, né le 3 décembre 1987 à Knivsta, est un chanteur et compositeur suédois. Depuis 2022, il est le chanteur du groupe de hard rock américain Skid Row.

## Biographie

### Carrière
En décembre 2009, Erik Grönwall remporte l'émission Swedish Idol (À la recherche de la nouvelle star en France). Plusieurs de ses interprétations au cours de l'émission, ont reçu une standing ovation de la part du jury. En seulement trois jours, le téléchargement de son premier single, Higher, a atteint le statut de Gold. Son premier album éponyme, Erik Grönwall, est sorti seulement dix jours après sa victoire dans l'émission, et s'est classé No 1 dans les charts suédois. Il fut par ailleurs certifié album de platine.
Il est également le chanteur du groupe H.E.A.T.
En 2018, il interprète Simon le Zélote dans la production de concerts de télévision en direct de la NBC d'Andrew Lloyd Webber et Tim Rice dans Jesus Christ Superstar Live in Concert, pour laquelle il reçoit une nomination aux Grammy Awards dans la catégorie Meilleur album de théâtre musical.
En 2020, il quitte H.E.A.T, remplacé par le chanteur original du groupe Kenny Leckremo,.
En 2022, il remplace ZP Theart et devient le chanteur du groupe de hard rock Skid Row.

### Vie privée
En 2021, il annonce être atteint d'une leucémie aiguë lymphoblastique.